# Braedon Clark
Pour les articles homonymes, voir Clark.
Braedon Clark  (né le 25 avril 1988) est un homme politique canadien de la Nouvelle-Écosse. 
Il est député provincial libéral de la circonscription néo-écossaise de Bedford South (en) de 2021 à sa défaite lors de l'élection de 2024.
Il est aussi député fédéral libéral de la circonscription néo-écossaise de Sackville—Bedford—Preston depuis 2025,.

## Biographie
Né à Halifax, Clark travaille en tant qu'assistant politique et en relations publiques.

### Politique provinciale
Le 22 septembre 2024, il devient critique de l'Opposition officielle en matière de Développement des soins de santé, d'Hébergement, de Service Nova Scotia et de Jeunesse.